# Наглядач (персонаж)
Спостерігач (англ. Taskmaster), справжнє ім'я Тоні Мастерс (англ. Tony Masters) — вигаданий персонаж з коміксів американського видавництва Marvel Comics. Зазвичай суперлиходій, але іноді й антигерой або сплячий агент. Спостерігач продовжує фігурувати в численних серіях Marvel, в першу чергу як найманець, найнятий в якості інструктора з навчання різних злочинних організацій. Він також є ворогом/союзником Дедпула.

## Історія
Спостерігач спочатку мав коротку появу у коміксі Avengers #195 (травень 1980), створений сценаристом Девідом Мікеліні та художником Джорджем Перезем. А повноцінно дебютував вже у Avengers #196 (Червень 1980).
Згодом Спостерігач отримав свою власну обмежену серію Taskmaster #1-4 (2002), за якою слідувала допоміжна роль у Agent X #1-15 (2002-2003). Персонаж зайняв чільне місце у Avengers: The Initiative в якості допоміжного персонажа в випусках #8-19 (2008-2009) та Avengers: The Initiative Annual #1 (2008), а потім в якості центрального персонажа у випусках #20-35 (2009-2010) під час сюжетних подій Dark Reign і Siege. Age of Heroes #3 (2010) є прологом для другої сольної серія Спостерігача Taskmaster Vol. 2 #1-4 (2010-2011). У 2011 році Спостерігач отримав свій перший сольний графічний роман, який збирав чотиривипускну історію - Taskmaster: Unthinkable.
Після перезапуску всесвіту Marvel, Спостерігач приєднався до нової команди Таємних Месників.

## Сили і здібності
Здатність Спостерігача полягає в його феноменальній пам'яті і реакції. Завдяки їй, Спостерігач здатний скопіювати практично будь-який фізичний рух, який бачив, а також досягти рівня майстерності цієї людини. Використовуючи свої «фотографічні рефлекси», Мастерс є висококваліфікованим майстром різних бойових мистецтв (наслідуючи таких героїв, як Електра, Залізний кулак і Шан-Чі), блискучим фехтувальником (подібно Чорному лицареві, Срібному самураєві і Мечикові), влучним стрільцем (Капітан Америка зі своїм щитом, Соколине око з луком і стрілами, Каратель з різною вогнепальною зброєю, Мічений з метальними снарядами), а також спортсменом олімпійського рівня (Чорна пантера, Шибайголова). Після освоєння стилю бою опонента, Спостерігач може передбачити його наступну атаку. Єдиною людиною, чию майстерність Спостерігач не в силах скопіювати, є Дедпул, зважаючи на його маніакальну особистість і непередбачуваність. Побічним ефектом феноменальної пам'яті Мастерса є втрата пам'яті. З кожним надходженням інформації Спостерігач втрачає все більше і більше спогадів. Через це Орг (Мерседес Мерсед) виступає в якості сурогатної пам'яті Спостерігача, а також містить всю інформацію про його кримінальну кар'єру.
При перегляді відео зі швидким перемотуванням, Спостерігач може скопіювати рухи людини з надлюдською швидкістю. Проте, в такі моменти його тіло перебуває під сильною напругою, через що він може використовувати цю здатність протягом короткого періоду часу. Крім цього, Мастерс має здатність імітувати голоси інших людей. Колись він страждав гідрофобією, але з часом подолав свій страх.

## Обладнання та зброя
Вивчивши численні бойові прийоми, Спостерігач також прекрасно володіє різними видами зброї, яку він завжди носить з собою. Зазвичай він використовує в бою меч і щит, копіюючи Капітана Америку. Він також використовує: лук і стріли, ласо, нунчаки, дротики, кийок, вогнепальну зброю, а також магічні речі, як роблять Сейлор Воїни. Крім того, в його арсеналі є різні гаджети Щ.И.Т.а.

## У інших медіа

### Фільми
- Таскмастер з'являється в епізодичній ролі у фільмі Avengers Confidential: Black Widow & Punisher як член Левіафана [1].
- Таскмастер з'являється у фільмах «Залізна людина» та «Капітан Америка: Об'єднані герої», знову озвучений Кленсі Брауном [2]. Ця версія має намір захопити Гідру та вдосконалити себе за допомогою технологій Залізної людини.
- Спостерігач з'являється у фільмі Кіновсесвіту Marvel «Чорна вдова» 2021 року кіновсесвіту Marvel (MCU), яку грала Ольга Куриленко. Ця версія - понівечена донька генерала Дрейкова, яка виконує місії для Червоної кімнати до того, як Наташа Романова скасує промивання її мізків [3].
- Куриленко повернеться до ролі Антонії Дрейков у майбутньому фільмі MCU «Громовержці*»(2025)[4].

### Відеоігри
- Спостерігач з'являється в якості боса бічних місій у грі 2018 року «Marvel's Spider-Man», озвучений Браяном Блуном. Як і його першоджерело з коміксів, він є висококваліфікованим найманцем і майстром рукопашного бою, який може скопіювати будь-який бойовий стиль, просто спостерігаючи за ними протягом кількох секунд; розробники дали йому більш сучасний вигляд, а також широкий спектр високотехнологічного зброї, від енергетичного меча до електричних боласів та приголомшуючих гранат. Спостерігач встановлює низку спеціальних завдань по цілому місту (Мангеттен, Нью-Йорк), щоб перевірити здібності Людини-павука, змушуючи його битися з найманцями, рятувати заручників, відстежувати дрони і деактивувати бомби. Вражений його навичками, він зрештою вирішує залучити "павутинного стінолаза" у дві окремих бійки. Незважаючи на передові бойові методи і зброю Спостерігача, а також можливість скопіювати кілька ходів Людини-павука, Павуку все-таки вдається перемогти його. Потім Спостерігач показує, що він був найнятий таємничою організацією, щоб побачити, чи варто вербувати Людина-павук, та в кінці використовує димову гранату, щоб зникнути без сліду.
- Спостерігач з'явиться у «Marvel's Avengers».